# 狼來了

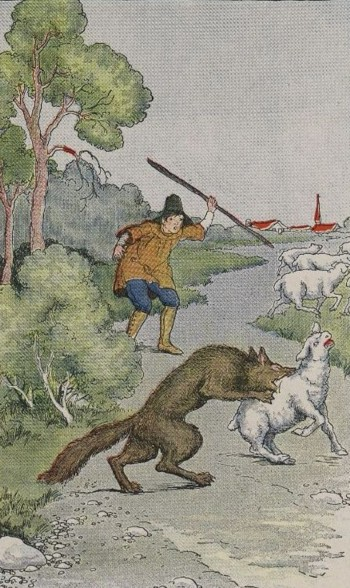
狼來了，由Milo Winter在一本1919年出版的伊索詩集中繪畫的插圖

《狼來了》（英語：The Boy Who Cried Wolf）是《伊索寓言》中的一則寓言，中文又译作放羊的孩子，故事雖然簡單，但富有教育意義，教育孩子要誠實，不要撒謊。现代汉语中用于表示虚假的警报导致警报疲劳。

## 故事给予的启示
這個故事講述了一個牧童不斷地愚弄村民，讓他們相信狼正在攻擊他鎮上的羊群。當一隻真正的狼出現並且男孩呼救時，村民們認為這又是一場虛驚，羊被狼吃掉了。在後來的英語詩歌版本的寓言中，狼也吃掉了男孩。約翰‧胡克姆‧弗里爾的《五歲寓言》（1830）、威廉‧埃勒里‧倫納德的《伊索與牛膝草》（1912）以及路易斯·翁特邁耶在1965年的詩中都出現過這種情況。
希臘文版本末尾的寓意是：「這顯示說謊者是如何得到回報的：即使他們說真話，也沒有人相信他們」。它與第歐根尼·拉爾提烏斯在他的《傑出哲學家的生平與觀點》中對亞里斯多德的陳述相呼應，其中聖人被問到那些說謊的人能從中得到什麼，他回答說「當他們說真話時，他們不被相信」。威廉·卡克斯頓同樣以這樣的評論結束了他的版本：「人們不會輕易地讚美那些以說謊而聞名的歌曲」。

## 歷史
這個故事可以追溯到古典時代，但是，由於它僅以希臘語記錄，直到15世紀才被翻譯成拉丁語，因此它在出現在海因里希·施泰因霍韋爾的寓言集中並因此傳播到歐洲其他地區後才開始流行。因此，故事的標題沒有達成一致。卡克斯頓將其命名為“養羊的孩子”，希羅尼穆斯·奧修斯將其命名為“撒謊的男孩”（“De mendace puero”，1574），弗朗西斯·巴洛將其命名為“牧童和農民”（“De Pastoris puero et agricolis”） ，1687 年）、羅傑·埃斯特蘭奇《男孩與誤報》（1692 年）和喬治·費勒·湯森德《牧童與狼》（1867 年）。正是在最終標題下，愛德華·休斯將其定為《伊索寓言》中十首兒歌和鋼琴歌曲的第一首，由彼得·韋斯特莫爾 (1965) 詩意版本。它也是斯科特·沃森所寫的《為敘述者和樂隊而寫的伊索寓言》（1999年）的第二部。
老師們用這個寓言作為講真話的警示故事，但21世紀第一個十年的一項教育實驗表明，閱讀《狼來了的男孩》會增加孩子說謊的可能性；然而，閱讀有關喬治華盛頓和櫻桃樹的文章，大大降低了這種可能性。因此，所描述的行為的暗示性和有利的結果似乎是對年輕人進行道德教育的關鍵。然而，在處理成年人的道德行為時，塞繆爾·克羅克索爾引用了政治危言聳聽，問道：「當我們對公眾想像中的危險感到震驚時，直到呼聲變得相當陳舊和乏味時，我們怎麼能指望我們該知道呢？